# 나주 용곡리 이팝나무
나주 용곡리 이팝나무(羅州 龍谷里 이팝나무)는 대한민국 전라남도 나주시 봉황면 용곡리에 있는 이팝나무이다. 1997년 5월 15일 전라남도의 기념물 제163호로 지정되었다.

## 개요
이팝나무란 이름은 꽃이 필 때 나무 전체가 하얀꽃으로 뒤덮여 이밥, 즉 쌀밥과 같다고 하여 붙여진 것이라고 하며, 여름이 시작될 때인 입하에 꽃이 피기 때문에 ‘입하목(立夏木)’이라 부르기 시작하여 입하목에서 입하나무를 거쳐 오늘의 이팝나무가 되었다고 한다.
나주 용곡리의 이팝나무는 나이가 400년 정도로 추정되며, 높이는 14m, 둘레는 3.2m이다. 마을 앞에 위치하고 있어, 쉬어갈 수 있는 정자목 구실과 마을을 지켜주는 신령스런 나무의 구실을 하고 있다. 오랜 세월동안 자라면서 자연적, 인위적 피해를 입어 큰 구멍이 나 있으며, 나무 주위를 돌로 쌓아 보호하고 있다. 400년 전인 1590년대 초 성균관 생원이었던 배진이란 사람이 경남 달성에서 이곳으로 와서 마을을 만들었는데, 그 무렵 또는 그 후에 이팝나무를 심었던 것으로 추정된다.
나주 용곡리 이팝나무는 오래되고 큰 나무로, 생물학적 가치가 높아 기념물로 지정하여 보호하고 있다.

## 참고 자료
- 나주용곡리이팝나무 - 국가유산청 국가유산포털